# Кубанское партизанское движение
Кубанское партизанское движение (КПД) — региональное партизанское формирование российской вооружённой оппозиции. Создано после полномасштабного вторжения РФ в Украину, поддерживает Украину в войне. Совершает поджоги и диверсии, ведёт агитацию. Выступает против правящего режима РФ, за самоопределение, в перспективе за независимость Кубани.

## Создание и принципы
КПД было создано радикальными антипутинскими активистами с осени 2022 года по весну 2023 года. Толчком к созданию стало полномасштабное вторжение РФ в Украину. 7 декабря 2023 года опубликован «Манифест Кубанского Партизанского Движения». Авторы манифеста объявляли государство РФ «преступным и террористическим», резко осуждали «войну против близкого нам народа», требовали прекращения боевых действий и отвода российских войск к границам 1991 года.
Резко осуждало КПД не только режим Путина, но и «коррумпированное руководство Кубани». Кубань как историко-географическая область провозглашалась «самостоятельной и самодостаточной». Выдвигалось требование референдума об отделении: «Наша цель — демократическая, безопасная, свободная, процветающая и независимая Кубань».
Состав и численность КПД не оглашаются. Известно, что основателем и руководителем является партизан с позывным «Южак». Изначально основу движения составила группа друзей-единомышленников, со временем контингент расширился. По словам «Южака», большинство участников движения — молодёжь гуманитарных специальностей.
Жёстких идеологических рамок в движении нет. Участники КПД придерживаются общедемократических взглядов с национальным уклоном, выступают за независимость Кубани.

Наши ценности — совесть, свобода, будущее. Вдохновляют такие личности как Александр Скобов. Это кремень. Настоящий пример для всех нас

«Южак»

## Партизанские действия
Представители КПД взяли на себя ответственность за следующие акции:
- поджог Краснодарского НПЗ (13 июня 2023)
- поджог Новочеркасской ГРЭС (14 июня 2023)
- поджог терминала в порту Новороссийска (18 августа 2023)
- поджог в/ч в Курганинске (15 ноября 2023)
- поджог Северо-Кавказской базы хранения ресурсов МВД в Ростовской области (21 июня 2024)
- поджог здания Лазаревского районного суда (10 июля 2024)[3]
- поджог административного здания на территории в/ч в посёлке Мольконо (21 сентября 2024)
- подрыв автомобиля начальника штаба в/ч Вадима Собесского в Миллерово (14 июня 2024)
- выведение из строя нефтепровода АО «Черномортранснефть» (12 марта 2025)
- покушение на моряка ВМФ России в Краснодаре (27 апреля 2025 г.)[4]
- убийство Николая Брянцева, российского военнослужащего и предполагаемого участника резни в Буче (май 2025 г.)[5]

КПД издаёт телеграм-канал, осуществляет полевую разведку и вербовку новых участников, ведёт реестр военных преступников. География акций — Краснодарский край, Ставропольский край, Ростов-на-Дону, Крым. По информации Игоря Яковенко, железнодорожная диверсия КПД была совершена в географически отдалённом Брянске.
КПД входит в Коалицию российских партизанских движений и Объединённый фронт сопротивления. Участвует в совместных партизанских акциях.